# Südliches Erzgebirgs-Vorland
Das Südliche Erzgebirgs-Vorland (tschechisch: Podhůří Krušných hor) ist eine naturräumliche Einheit im Freistaat Sachsen.
Das Südliche Erzgebirgs-Vorland als naturräumliche Einheit in Sachsen umfasst:
- das Egerbecken (Chebská pánev)
  - Nordrand des Egerbeckens
    - Schönberger Rücken- und Teichgebiet